# Іцхак Орпаз
Іцхак Орпаз (урожд. Авербух, з 1982 року — Авербух-Орпаз, івр. יצחק אוורבוך-אורפז; 1921, Зіньків, Українська РСР — 14 серпня 2015) — ізраїльський письменник і перекладач. Писав на івриті.
Лауреат Премії Ізраїлю з літератури за 2005 рік.
У 1927 році сім'я покинула СРСР і оселилася в Липканах (Бессарабія), де він закінчив школу. У 1938 році він самостійно переїхав в підмандатну Палестину, оселився в Магдіелі. У роки Другої світової війни служив складі Єврейської бригади в британській армії в Європі; залишилися в Бессарабії батьки і сестра були вбиті в 1942 році. У 1946 році він демобілізувався з британської армії і повернувся до Палестини. Служив в артилерії під час Війни за незалежність (1948). Дебютував оповіданням у військовій газеті в 1949 році, тоді ж змінив прізвище з Авербух на Орпаз.
Вивчав філософію і літературу на івриті в Тель-Авівському університеті. Після 13 років служби в ізраїльській армії влаштувався редактором нічних новин у газеті «Аль ха-Мишмар». Перша книга прози «Дика трава» вийшла в 1959 році. Опублікував низку романів, повісті та оповідання, автобіографічну прозу, а також збірку віршів. У 1970-ті роки також перекладав з ідишу та в 1982 році знову поміняв прізвище на Авербух-Орпаз.
Лауреат премії Бялика (1986).

## Зноски
1. ↑  https://library.osu.edu/projects/hebrew-lexicon/00408
2. ↑  Bibliothèque nationale de France BNF: платформа відкритих даних — 2011.
3. ↑  Книга памяти местечка Липканы. Архів оригіналу за 14 квітня 2018. Процитовано 29 березня 2018.
4. ↑  Ицхок Корн «Jews at the Crossroads» (стр. 189)
5. ↑  Yitzhak Orpaz. Архів оригіналу за 13 квітня 2018. Процитовано 29 березня 2018.
6. ↑  Jewish Virtual Library. Архів оригіналу за 10 листопада 2016. Процитовано 29 березня 2018.